# Henry Vandyke Carter
Henry Vandyke Carter, né le 22 mai 1831 et mort le 4 mai 1897, est un médecin et professeur britannique connu pour ses illustrations parues dans le Gray's Anatomy.

## Biographie
Né à Hull dans le Yorkshire en 1831 de l'aquarelliste Henry Barlow Carter, Henry Vandyke Carter se tourne en premier lieu vers la pharmacologie, avant d'étudier la médecine à l'université de Londres. Il débute ensuite sa carrière en tant que prosecteur à l'hôpital Saint George, à Londres,.
Doué en dessin, ses talents sont vite remarqués par Henry Gray. Ensemble ils passent deux années à disséquer des corps afin de mieux identifier et décrire les différentes structures anatomiques. Ils publient une première fois ensemble "The structure and use of the human spleen" puis publient en 1858 la première version de l'Anatomy: Descriptive and Surgical, qui deviendra l'un des manuels d'anatomie les plus vendus dans le monde. Bien qu'il ait réalisé les illustrations du manuel, sa contribution fut longtemps occultée et il ne reçu de son vivant aucun crédit personnel ou financier,.
Après un conflit avec Gray, il rejoint l'Indian Medical Service, et épouse en Inde Harriet Bushell, de son vrai nom Amelia Adams. Il devient ensuite professeur d'anatomie et de physiologie au Grant Medical College et obtient le rang de chirurgien de brigade dans l'IMS. Entre les années 1862 et 1872, il pratique également dans le civil à Santara,.
À la suite d'une mission donnée par le gouvernement britannique, Carter s'intéresse aux pathologies dermatologiques en Inde et plus particulièrement à la lèpre sur laquelle il publiera plusieurs articles, dont "Notes by Vandyke carter" qui sera la première publication de dermatologie d'Inde. En 1873, il se rend en également en Norvège pour y apprendre leur prise en charge de cette pathologie. Il visite également l'Italie, la Grèce, l'Algérie et l'Asie mineure dans le même but,.
Après 30 années passées en Inde, Carter rentre en Angleterre en 1888 et est nommé chirurgien honorifique de la Reine Victoria en 1890. La même année il se marie avec Mary Ellen Robison avec qui il aura deux enfants,.
En 1897, il décède de la tuberculose après avoir été le premier à confirmer la présence de l'organisme en Inde.

## Récompenses
- Stewart Prize, de la British Medical Association (1882)